# KeMonito
Jesús Juárez Rosales (Guadalajara, Jalisco, 3 de julio de 1967), conocido como KeMonito, es un mánager de lucha libre profesional mexicano. Es conocido por haber trabajado para la empresa Consejo Mundial de Lucha Libre (CMLL). Su personaje, KeMonito, se convirtió en un ícono para la lucha libre profesional mexicana. Antes de utilizar este último nombre, fue Alushe, mánager del luchador Tinieblas, y también se presentó como Duende Maya, y El Centavito .
Fuera de la lucha libre, ha participado en algunos programas de televisión como Las Aventuras de Capulina, Odisea Burbujas e Incógnito, y también a colaborado con compañías como Grupo Bimbo y Netflix.
En 2023, protagonizó el cortometraje autobiográfico, Kemonito: La última caída. 

## Biografía y carrera

### 1967-1984: primeros años
Jesús Juárez Rosales nació el 3 de julio de 1967 en Guadalajara, Jalisco, sufriendo de acondroplasia, enfermedad conocida en lenguaje coloquial como enanismo. Antes de su incursión en la lucha libre se desempeñó en diferentes empleos y profesiones, trabajando como carpintero, hojalatero, mecánico de automóviles, y como vendedor de elotes.

### 1984: inicios en la lucha libre
KeMonito conocía a algunos mini luchadores, entre ellos Gran Nikolai y Filia Estrella, quienes eran amigos suyos y lo invitaron a entrenar lucha libre profesional. De esta manera y aunque al principio no quería debido a los golpes y las lesiones que podía llegar a sufrir, comenzó su carrera entrenando primero el deporte como tal, durante cuatro a cinco años; esto para aprender a defenderse, tener más movilidad y curtir su cuerpo. Fue entrenado en Tlalnepantla, Estado de México, por el luchador conocido como «El broncas» El Chicano Power, además de aclarar que sus compañeros de entrenamiento eran más grandes en cuanto a altura y nunca le tocó entrenar con otro mini luchador, conocidos como mini estrellas en este deporte.
No se sabe la fecha exacta de su debut, pero declaró que debutó a los 17 años de edad, por lo que haciendo cuentas con su año de nacimiento, esto sería en 1984. Su primer personaje dentro de la lucha libre fue conocido como El Duende Maya.

### 1984-2002, 2003:Alushe
En palabras del propio KeMonito, el luchador Tinieblas buscaba una «mascota» para acompañarlo en sus luchas, y ambos se conocieron cuando fueron conectados y presentados gracias a amigos suyos. Una historia detrás de esto relata que KeMonito, conocido en ese entonces como El Centavito, y que trabajaba como hojalatero y en circos, fue contactado por el luchador para trabajar con él. Este sería el punto en el que su carrera como mánager de lucha libre daría comienzo, dejando de lado la profesión de luchador profesional. Debutó junto a Tinieblas con el nombre de Alushe alrededor del año 1984, aunque otras fuentes dicen que fue en 1988. Él aceptó ser su mascota cuando se le dijo que solo iba a acompañarlo, de esta manera comenzó a fungir como su mánager, pero de forma ocasional se involucraba en actividades luchísticas cuando defendía a su compañero de ser atacado por otros luchadores, lo que le dio más protagonismo en 1992.
El personaje, inspirado en los elfos mayas conocidos como aluxes y en los Ewoks de la franquicia de películas de Star Wars que portaba un traje peludo color blanco con guantes negros y usaba accesorios de la cultura maya como braceletes, collares y cinturones. Su dupla fue muy popular en su tiempo, al grado de llevarlos a aparecer en televisión en un episodio de Las aventuras de Capulina, una serie protagonizada por el actor y comediante Gaspar Henaine transmitida en 1989. Además, también participaron en otros programas como Súper Vacaciones y Odisea Burbujas, e igualmente alternaron en algunos cómics.
Siendo este personaje, existe un único registro real de un combate de lucha libre profesional en el cual participó, este se llevó a cabo en un evento en vivo realizado el 7 de abril de 2003 donde se enfrentó a Pequeño Sadam en una lucha de máscara contra máscara, en la cual fue ganador. Alushe continua haciendo apariciones, pero ya no es personificado por KeMonito.

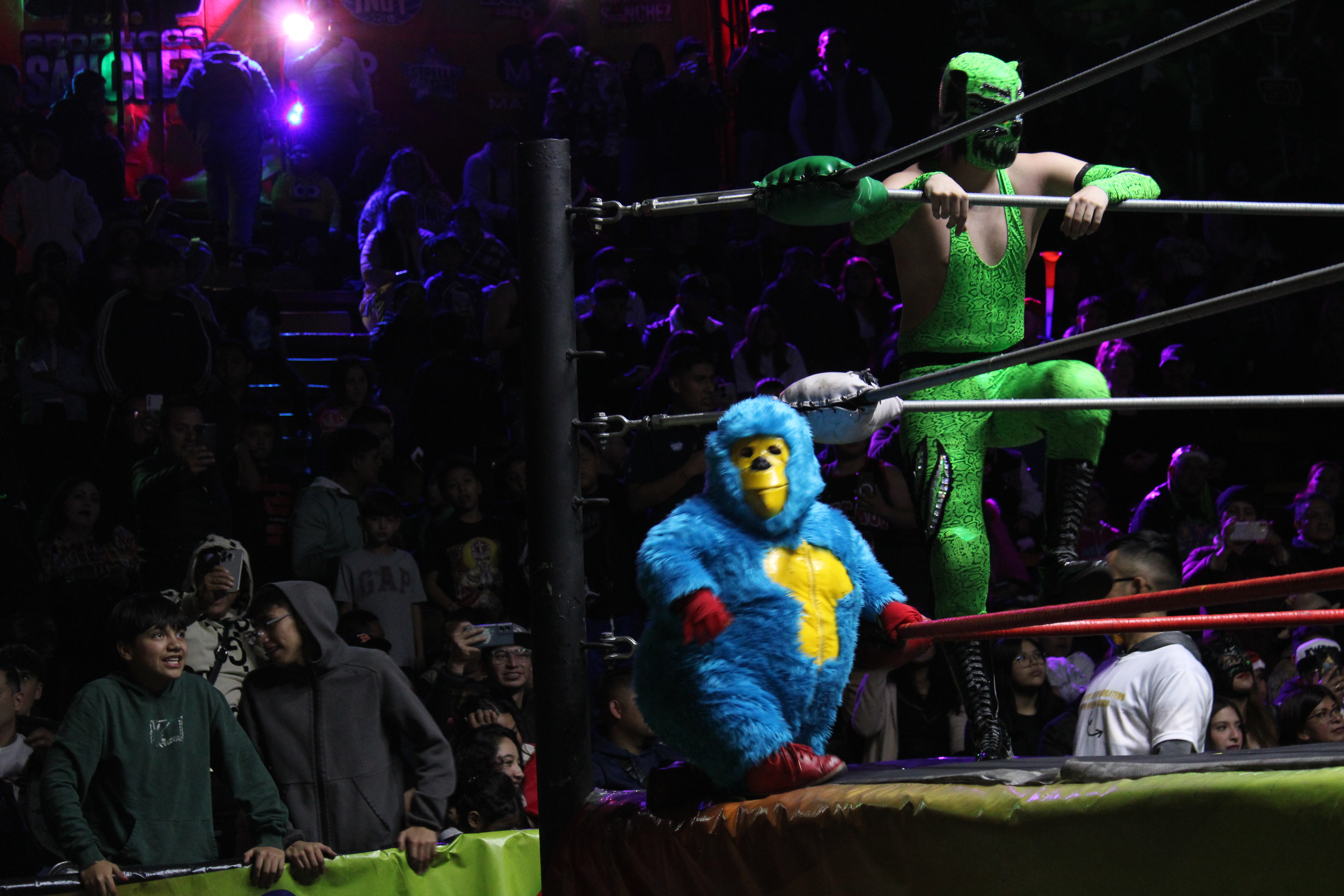
Kemonito en Arena Neza

### 2003-2023:KeMonitoy mascota oficial del CMLL
Cerca de 2003, firmó un contrato con la empresa Consejo Mundial de Lucha Libre (CMLL), y el mismo año, le propusieron personificar a KeMonito, personaje que sería la mascota oficial de la promoción. Él aceptó y se le dio la libertad de diseñar el traje, siempre y cuando respetara los colores del mismo. Fue así que confeccionó un atuendo de felpa de color azul con amarillo, con guantes y zapatos rojos, asemejando a un gorilla, o como su nombre lo indica, a un mono. En 2008, apareció como KeMonito en un sketch titulado «Que monito, mi chavito», del programa de televisión Incógnito. En 2016, fue uno de los personajes luchísticos que apareció en el documental, Lucha México.
En 2020, su personaje recibió cobertura mediática después de que se hiciera viral el video de una lucha de 2008, en la que Último Guerrero lo atacaba con un baseball slide dropkick mientras se hallaba en el esquinero del ring, provocando que saliera disparado. Tras esto, comenzaron a hacerse varios memes sobre él y obtuvo mayor reconocimiento. Debido al fenómeno cultural que en su momento alcanzó, es considerado como un ícono tanto del internet como de la lucha libre profesional, así como uno de los personajes más queridos de este deporte en México. Con este impulso comercial, empezó a vender máscaras, muñecos, y llaveros de su personaje, hechos a mano por él mismo.

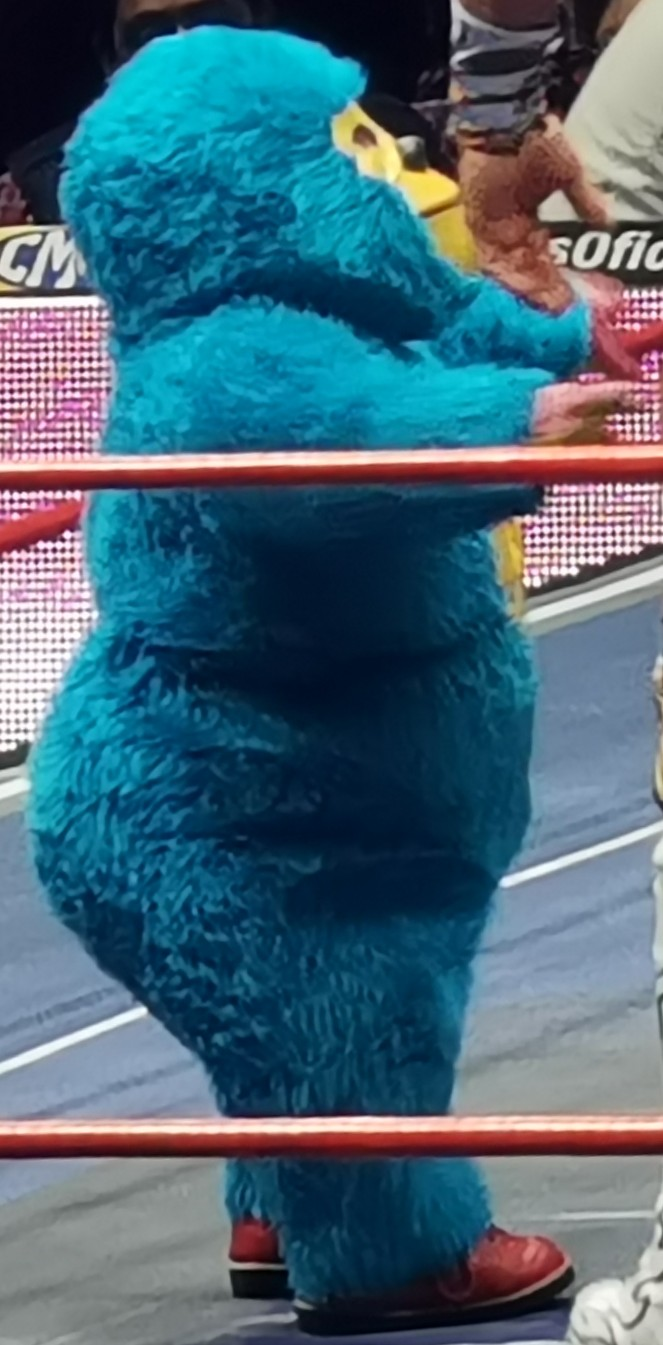
Fotografiado en un evento del CMLL, en 2022.

En 2021, colaboró con la empresa Grupo Bimbo y apareció en un comercial del producto mantecadas Bimbo sabor vainilla. En septiembre de 2022, grabó «Cobra Kai» salva a Kemonito, un cortometraje que realizó como KeMonito para la plataforma de streaming Netflix, con la finalidad de promocionar en Latinoamérica la quinta temporada de la serie estadounidense, Cobra Kai. Para la misma empresa, realizó un cameo en el episodio tres de la serie mexicana Contra las cuerdas, lanzada en enero de 2023. El mismo año, ayudó a promocionar la película Scream VI creando una historia en la que se enfrentaba a Ghostface, el asesino de la película. Aunado a esto, se lanzó su documental biográfico, Kemonito: La última caída, el cual había filmado un año antes, en 2022.
El 26 de septiembre de 2023, luego de 20 años trabajando para el Consejo Mundial de Lucha Libre (CMLL), Kemonito fue liberado de su contrato. Al mismo tiempo, se reveló que había decidido salir de la empresa por acusaciones de fraude, acoso y negligencia laboral por parte del CMLL.

### 2024-presente: circuito independiente y vida posterior
En mayo de 2024, sufrió una leve lesión luego de caer súbitamente de la esquina del ring durante un evento de lucha libre independiente realizado en Durango. El mismo año, su documental KeMonito: La última caída, fue nominado a un Premio Ariel en la categoría a «Mejor cortometraje documental». Dicha producción fue estrenada en la plataforma de streaming Netflix, el 19 de septiembre.

## Vida personal
A lo largo de cuarenta años ha tenido fracturas importantes y se ha sometido a cirugías en la nariz y pies, y aunque ha pensado en retirarse, no lo hace debido a los fanáticos, llegando a declarar lo siguiente:

«Lo que me hace sentir bien, son los niños, y las personas cuando veo que están bien emocionados aplaudiendo y gritando mi nombre.»

Los luchadores Mil Máscaras, Blue Demon y El Solitario, fueron algunos de sus ejemplos a seguir. KeMonito sufre de acuafobia. Es casado y tiene cinco hijos, uno de ellos es el luchador profesional Microman, y al igual que él, sufre de enanismo.

## Filmografía

### Comerciales
| Año  | Título                          | Marca       | Papel    |
| ---- | ------------------------------- | ----------- | -------- |
| 2021 | Mantecadas Bimbo sabor vainilla | Grupo Bimbo | KeMonito |

### Cine
| Año  | Título                       | Papel               | Notas                                   |
| ---- | ---------------------------- | ------------------- | --------------------------------------- |
| 2016 | Lucha México                 | Él mismo / KeMonito | Documental                              |
| 2022 | «Cobra Kai» salva a Kemonito | KeMonito            | Cortometraje promocional para Cobra Kai |
| 2023 | Kemonito: La última caída    | Él mismo / KeMonito | Documental biográfico                   |

### Televisión
| Año  | Título                    | Papel    | Notas                            |
| ---- | ------------------------- | -------- | -------------------------------- |
| 1989 | Las aventuras de Capulina | Aluxe    | Episodio: «La explosión»         |
| 2008 | Incógnito                 | KeMonito | Sketch: «Que monito, mi chavito» |
| 2023 | Contra las cuerdas        | KeMonito | Cameo Episodio 3: «La Cofradía»  |

## Luchas de apuestas
| Ganador          | Perdedor                | Lugar                    | Evento         | Fecha              | Notas  |
| ---------------- | ----------------------- | ------------------------ | -------------- | ------------------ | ------ |
| Alushe (máscara) | Pequeño Sadam (máscara) | Nuevo Laredo, Tamaulipas | Evento en vivo | 7 de abril de 2003 | [ 21 ] |